# Gorenja vas pri Mirni
Gorenja vas pri Mirni – wieś w Słowenii, w gminie Mirna. W 2018 roku liczyła 88 mieszkańców.